# Neudingen
 (août 2021).
La mise en forme du texte ne suit pas les recommandations de Wikipédia : il faut le « wikifier ».
Les points d'amélioration suivants sont les cas les plus fréquents. Le détail des points à revoir est peut-être précisé sur la page de discussion.
- Les titres sont pré-formatés par le logiciel. Ils ne sont ni en capitales, ni en gras.
- Le texte ne doit pas être écrit en capitales (les noms de famille non plus), ni en gras, ni en italique, ni en « petit »…
- Le gras n'est utilisé que pour surligner le titre de l'article dans l'introduction, une seule fois.
- L'italique est rarement utilisé : mots en langue étrangère, titres d'œuvres, noms de bateaux, etc.
- Les citations ne sont pas en italique mais en corps de texte normal. Elles sont entourées par des guillemets français : « et ».
- Les listes à puces sont à éviter, des paragraphes rédigés étant largement préférés. Les tableaux sont à réserver à la présentation de données structurées (résultats, etc.).
- Les appels de note de bas de page (petits chiffres en exposant, introduits par l'outil «  Source ») sont à placer entre la fin de phrase et le point final[comme ça].
- Les liens internes (vers d'autres articles de Wikipédia) sont à choisir avec parcimonie. Créez des liens vers des articles approfondissant le sujet. Les termes génériques sans rapport avec le sujet sont à éviter, ainsi que les répétitions de liens vers un même terme.
- Les liens externes sont à placer uniquement dans une section « Liens externes », à la fin de l'article. Ces liens sont à choisir avec parcimonie suivant les règles définies. Si un lien sert de source à l'article, son insertion dans le texte est à faire par les notes de bas de page.
- La présentation des références doit suivre les conventions bibliographiques. Il est recommandé d'utiliser les modèles {{Ouvrage}}, {{Chapitre}}, {{Article}}, {{Lien web}} et/ou {{Bibliographie}}. Le mode d'édition visuel peut mettre en forme automatiquement les références.
- Insérer une infobox (cadre d'informations à droite) n'est pas obligatoire pour parachever la mise en page.

Pour une aide détaillée, merci de consulter Aide:Wikification.
Si vous pensez que ces points ont été résolus, vous pouvez retirer ce bandeau et améliorer la mise en forme d'un autre article.
Neudingen (historiquement : Neidingen) est un quartier de la ville de Donaueschingen avec environ 700 habitants à l'est du quartier Schwarzwald-Baar dans le Bade-Wurtemberg.

## Géographie

### Localisation géographique
Neudingen se trouve sur le Baar dans un paysage écologique en grande partie intact. Neudingen est la ville la plus méridionale d'Allemagne sur le Danube.

### Structure
En plus du village, les colonies Auf Teil, Gnadental et Mariahof appartiennent à Neudingen.

## Histoire
Des traces telles que des outils en pierre datant d'environ 5000 ans et des tombes en rangées alémaniques indiquent un peuplement précoce de la région.
En 870, le Palatinat de Neudingen a été mentionné pour la première fois sous le nom de Nidinga dans un document du monastère de Saint-Gall . Plus tard, il s'appelait Neidingen, jusqu'à ce qu'il s'appelle finalement Neudingen à ce jour. Au 13e. Janvier 888 est mort l' empereur Charles III. le gros de la dynastie des Carolingiens sur le Königshof /Pfalz Neudingen. De 1274 à 1802, le monastère de Neudingen, lieu de sépulture des comtes et princes de Fürstenberg, existait sur le site de l'ancien Palatinat.
Neudingen fut attribué à Baden en 1806 et au district de Donaueschingen en 1939. janvier 1975 à la ville de Donaueschingen.

### Blason
Les armoiries de l'ancienne commune indépendante de Neudingen montrent une haute croix argentée flottante noir avec une bordure de nuage bleu-argent.

## Culture et patrimoine

### Édifices

#### Crypte des princes de Fürstenberg
L'une des destinations touristiques à Neudingen est l' église crypte des princes de Fürstenberg avec sa structure en forme de dôme qui peut être vue de loin et le parc environnant. L'église a été construite en 1853 sur le site de ce qui était autrefois un palais impérial et plus tard le monastère Maria-Hof. Rien de l'un ou l'autre n'a survécu après la dernière destruction du monastère dans un incendie.

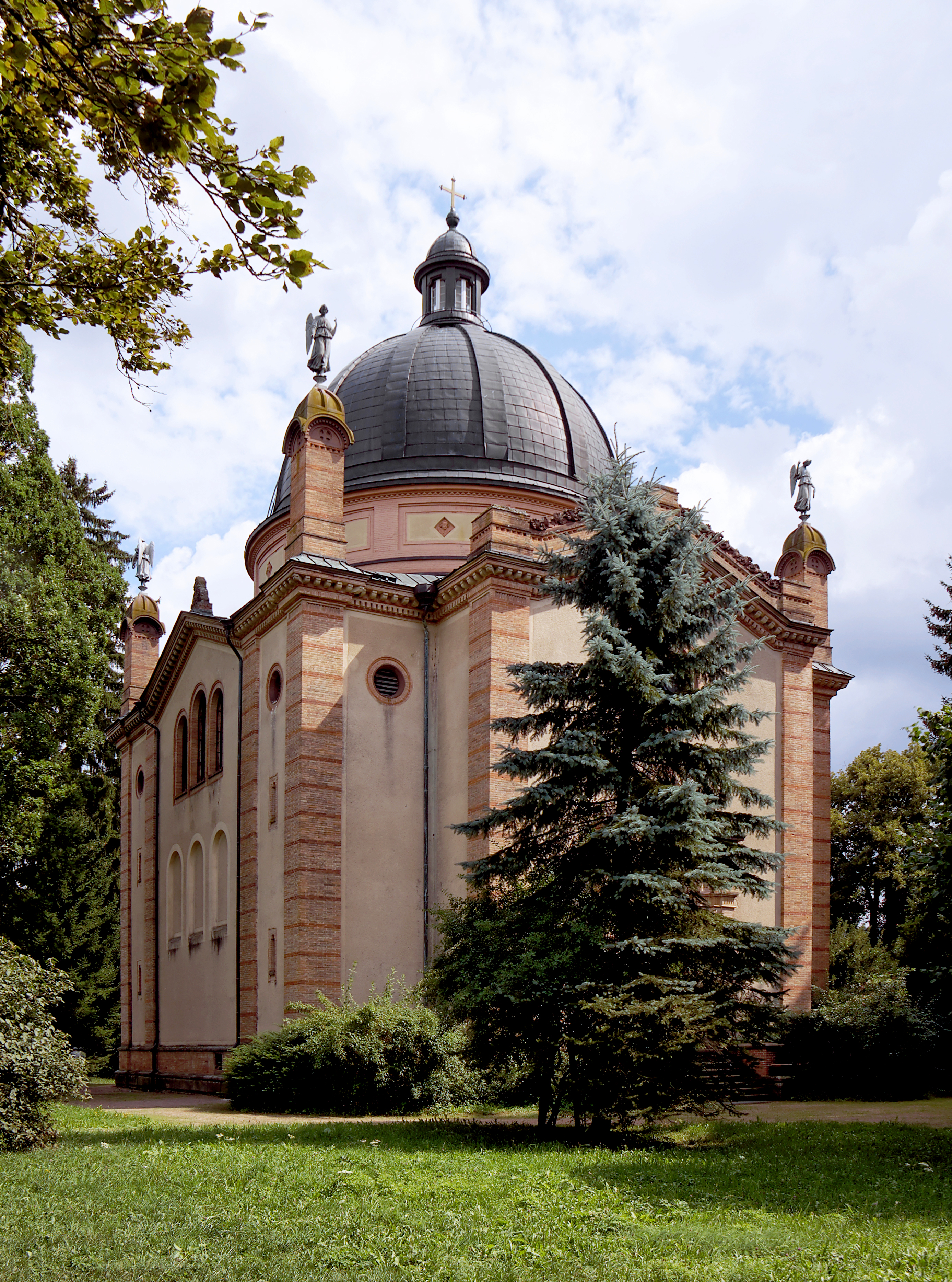
Église crypte de Fürstenberg à Neudingen

#### Église paroissiale de Saint-André

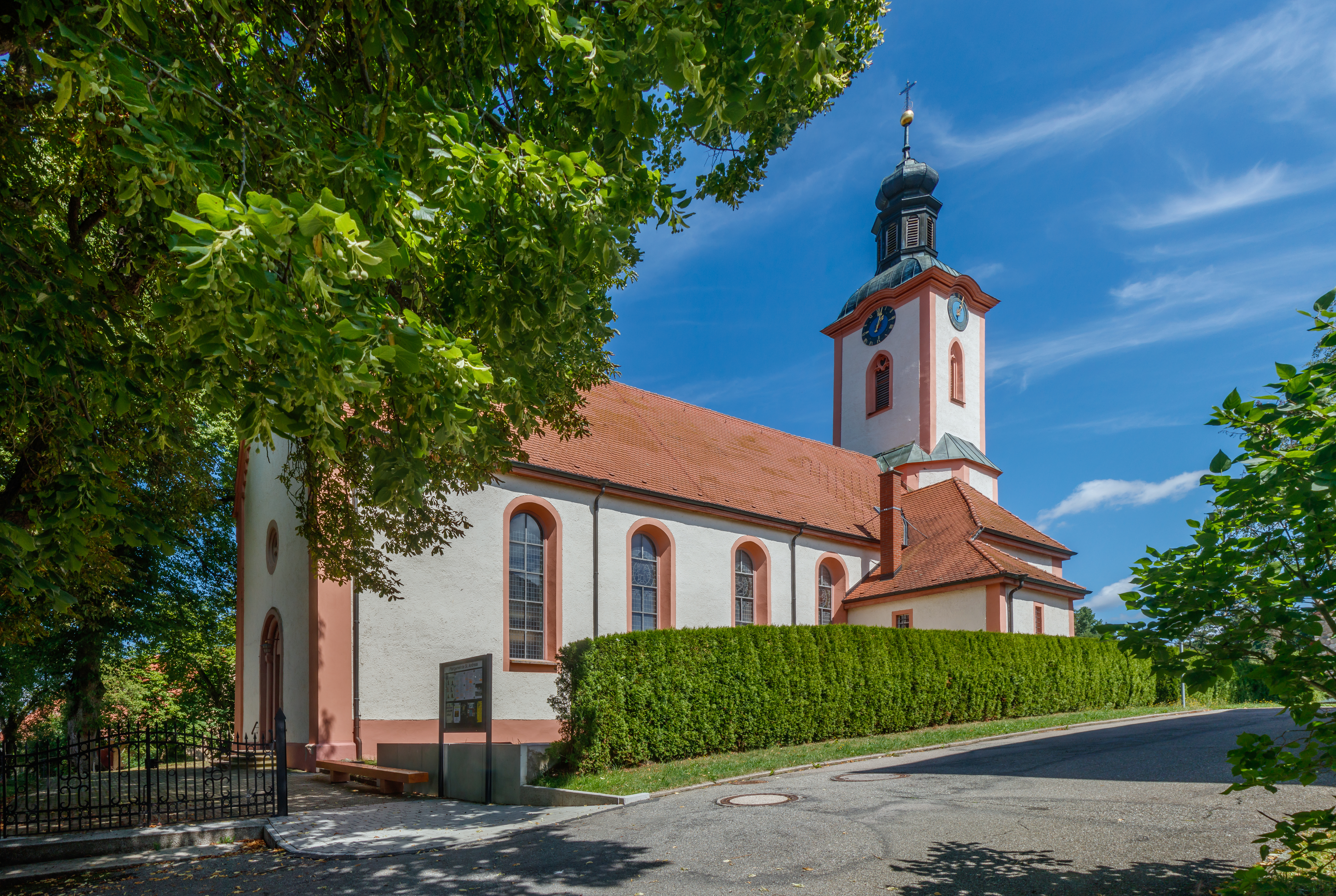
Außenansicht
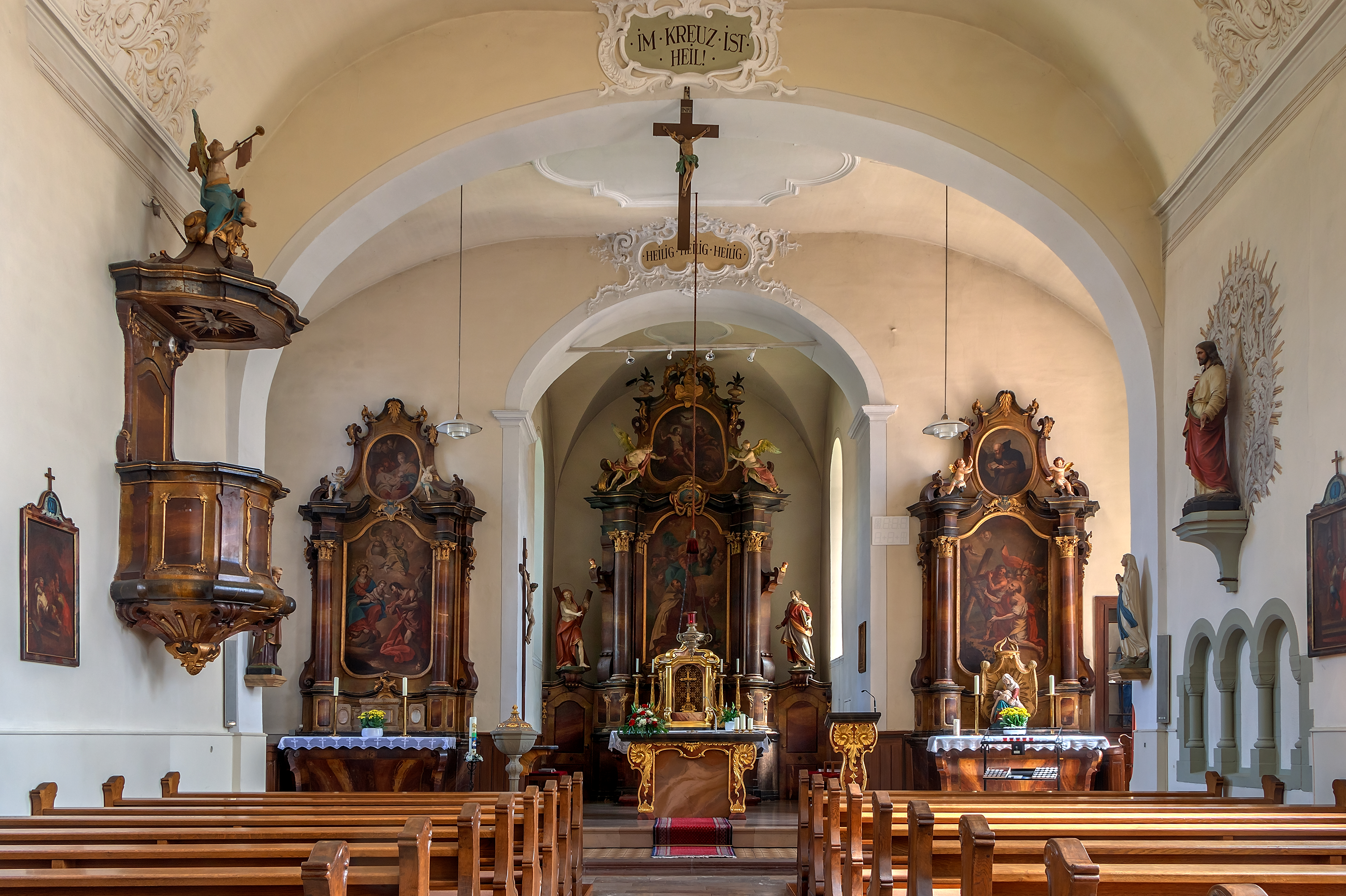
Innenraum
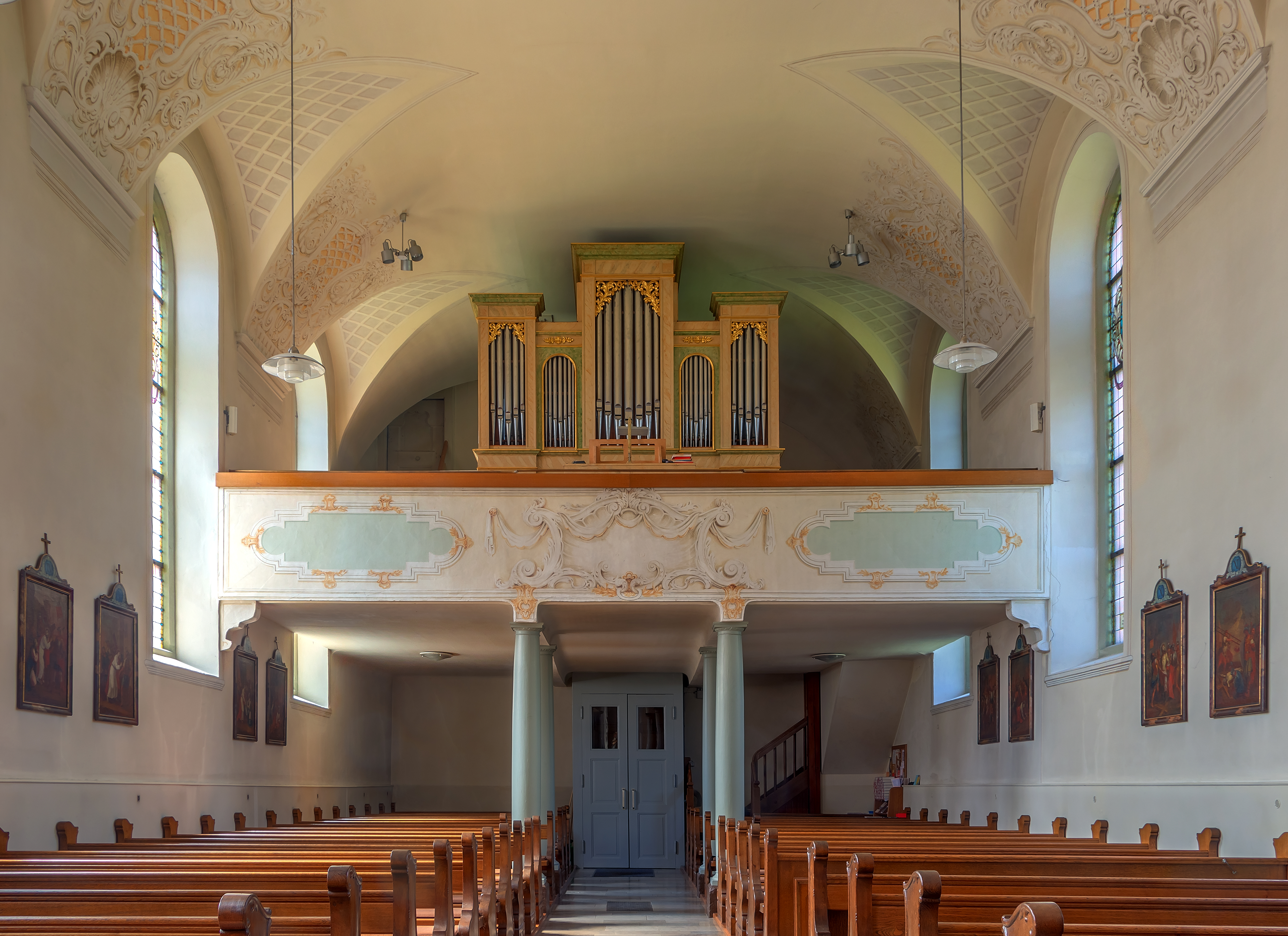
Orgelempore
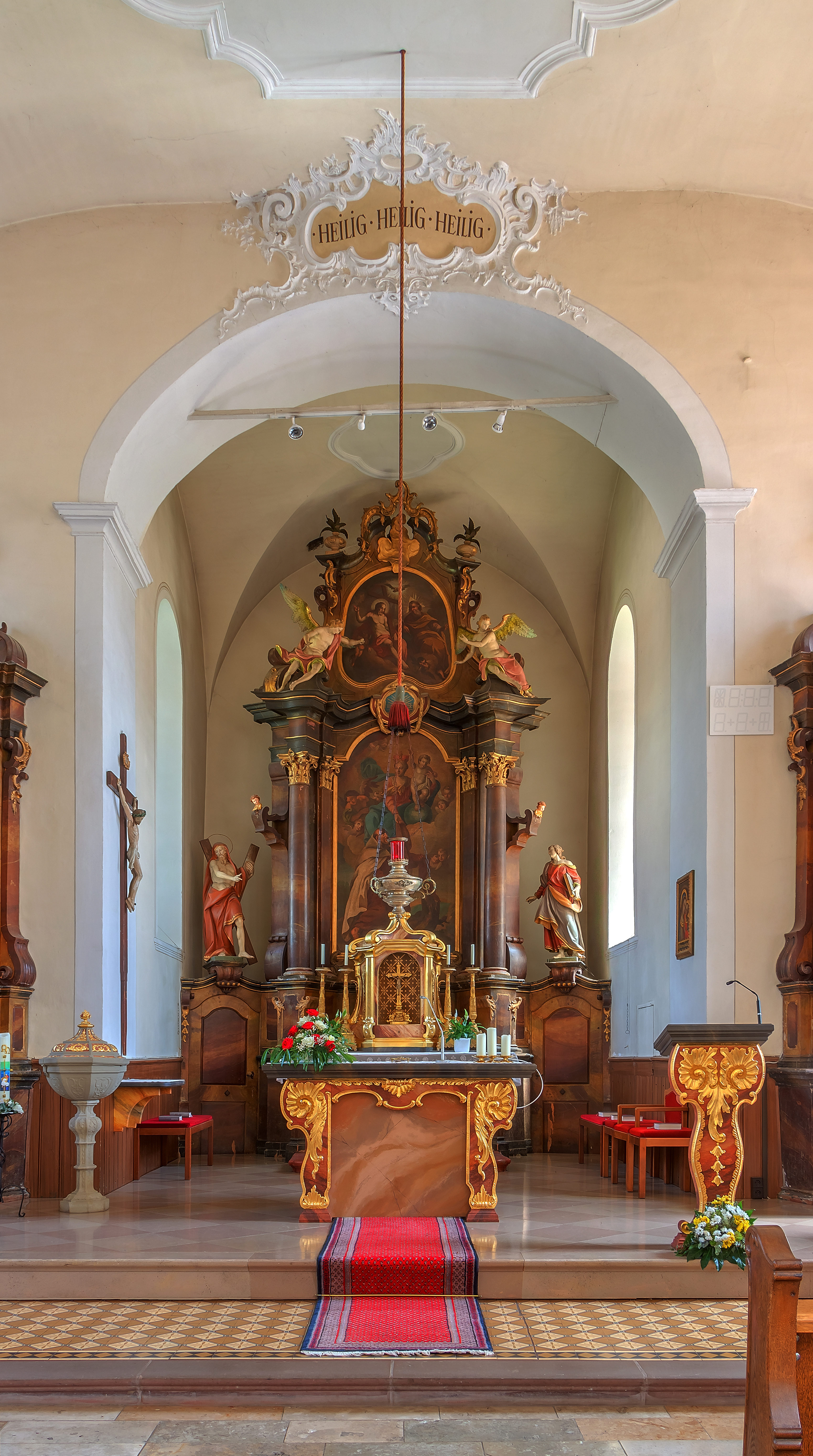
Altarraum
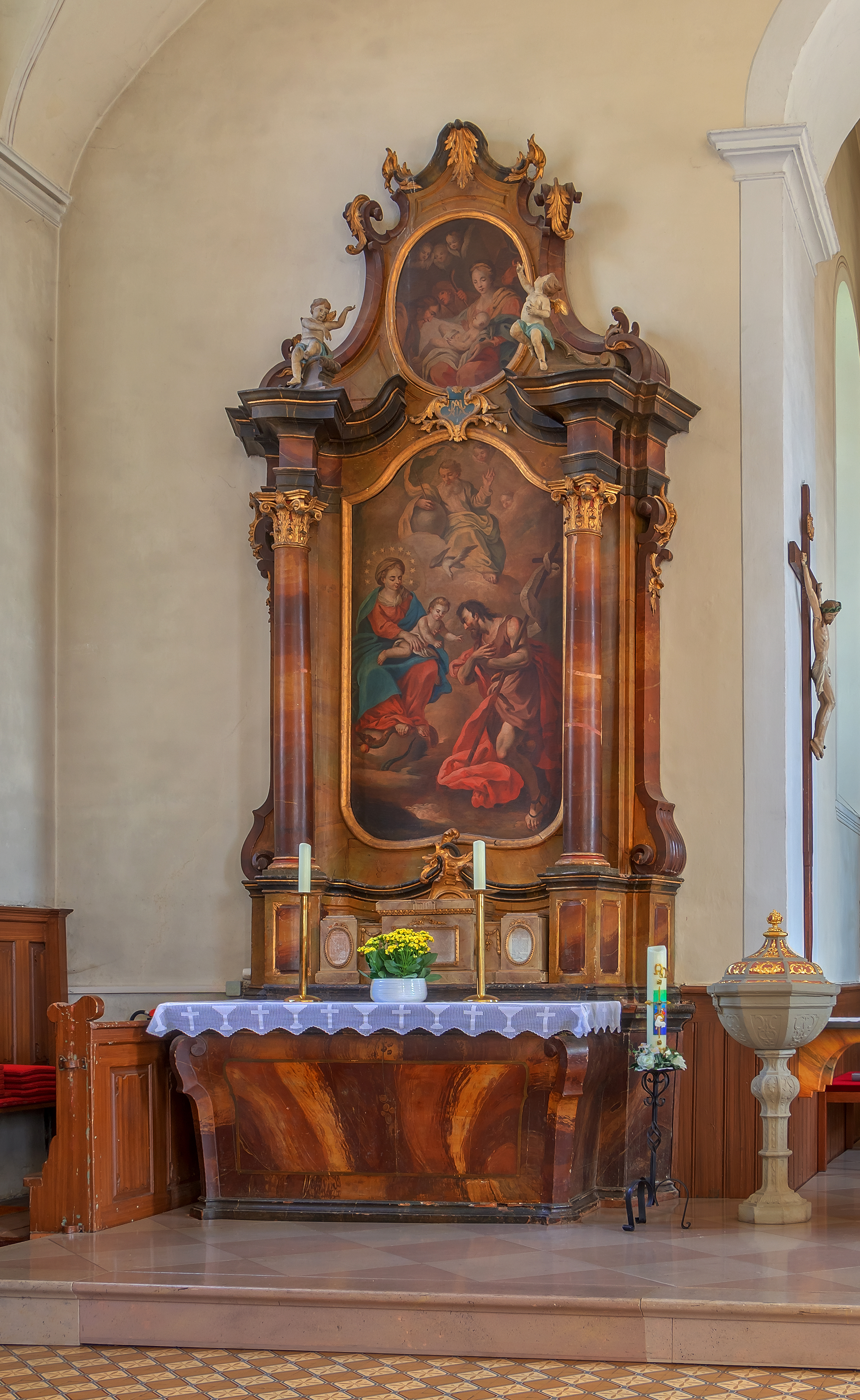
Linker Seitenaltar
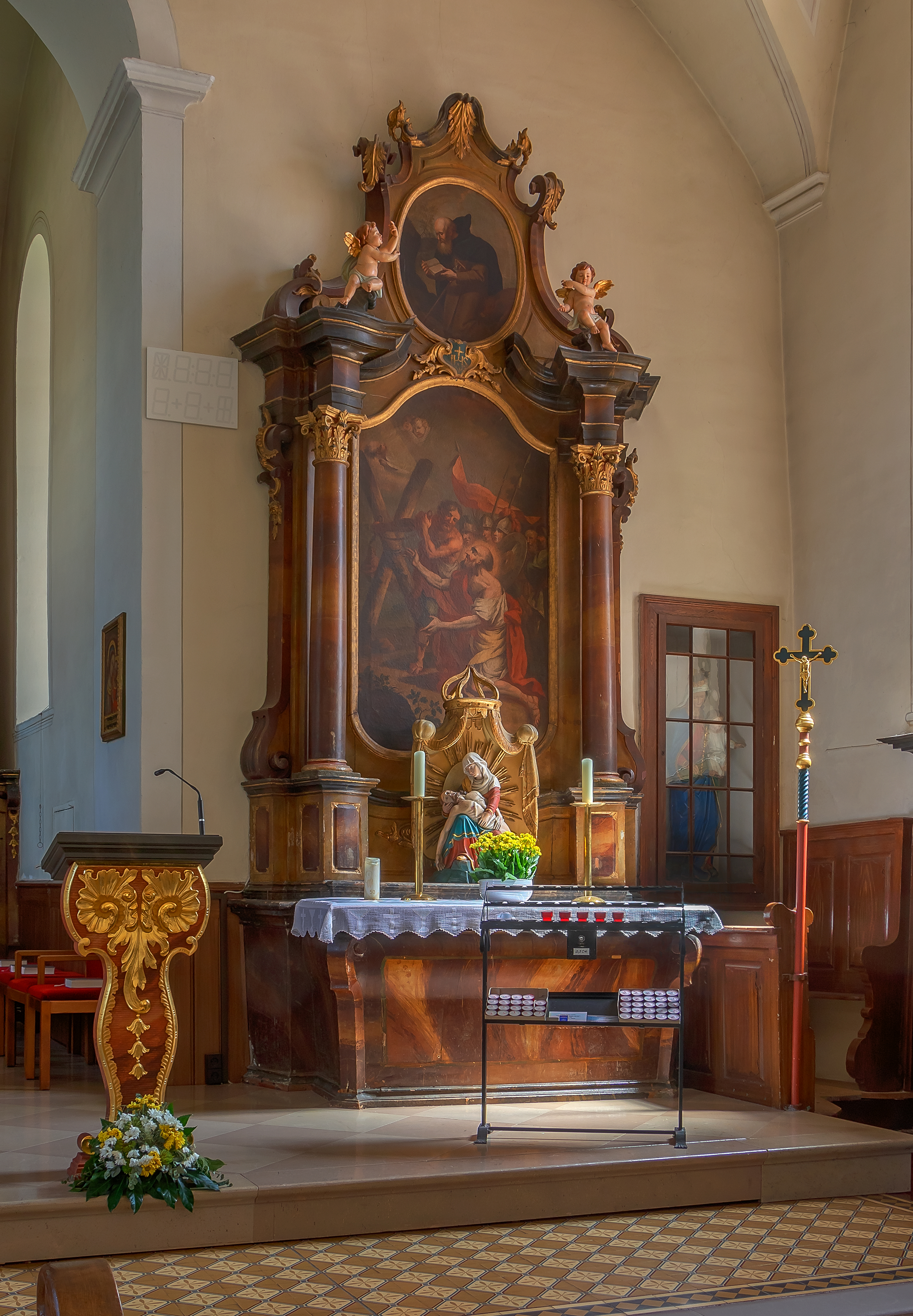
Rechter Seitenaltar
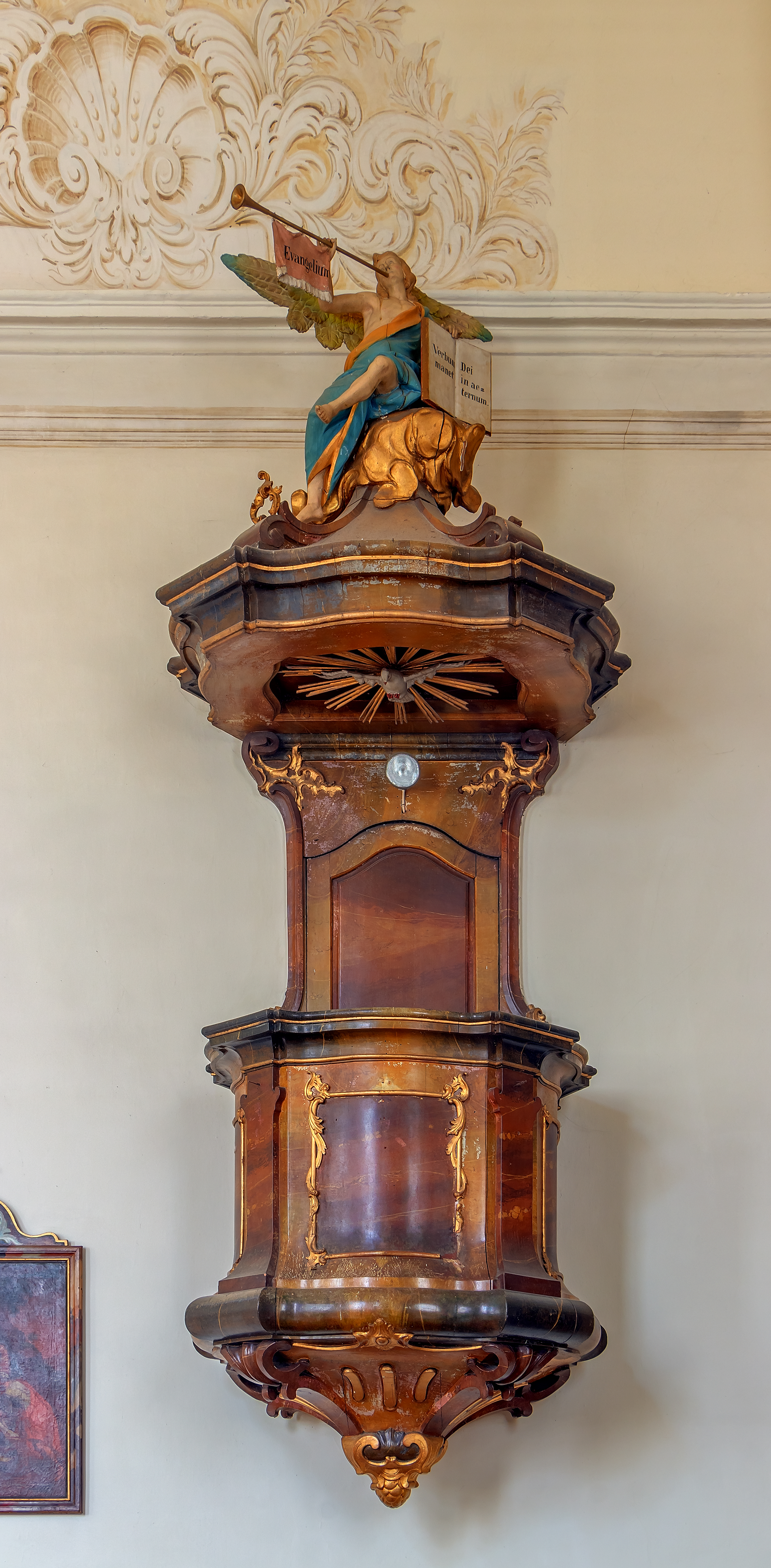
Kanzel
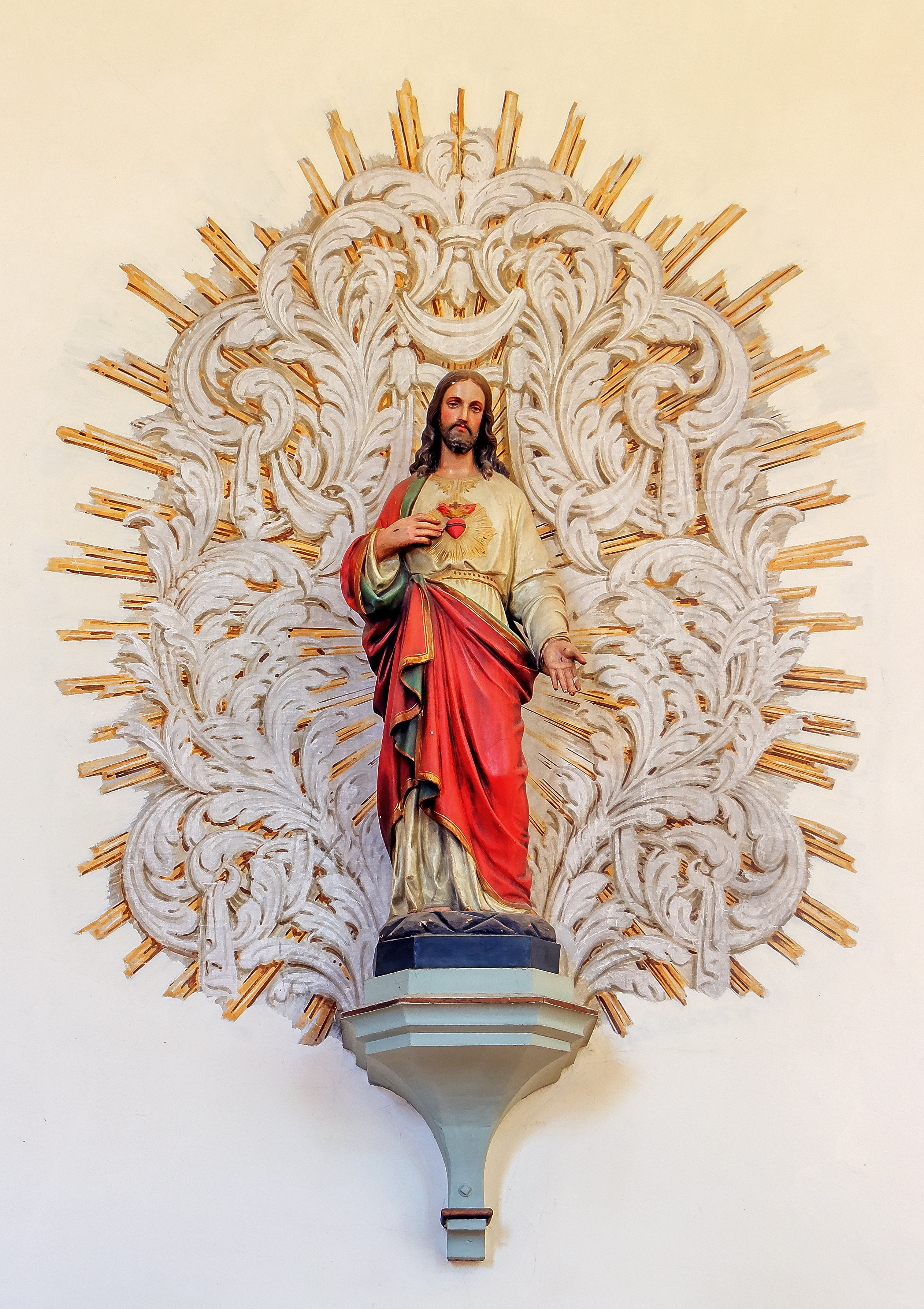
Statue des Heiligsten Herzens Jesu
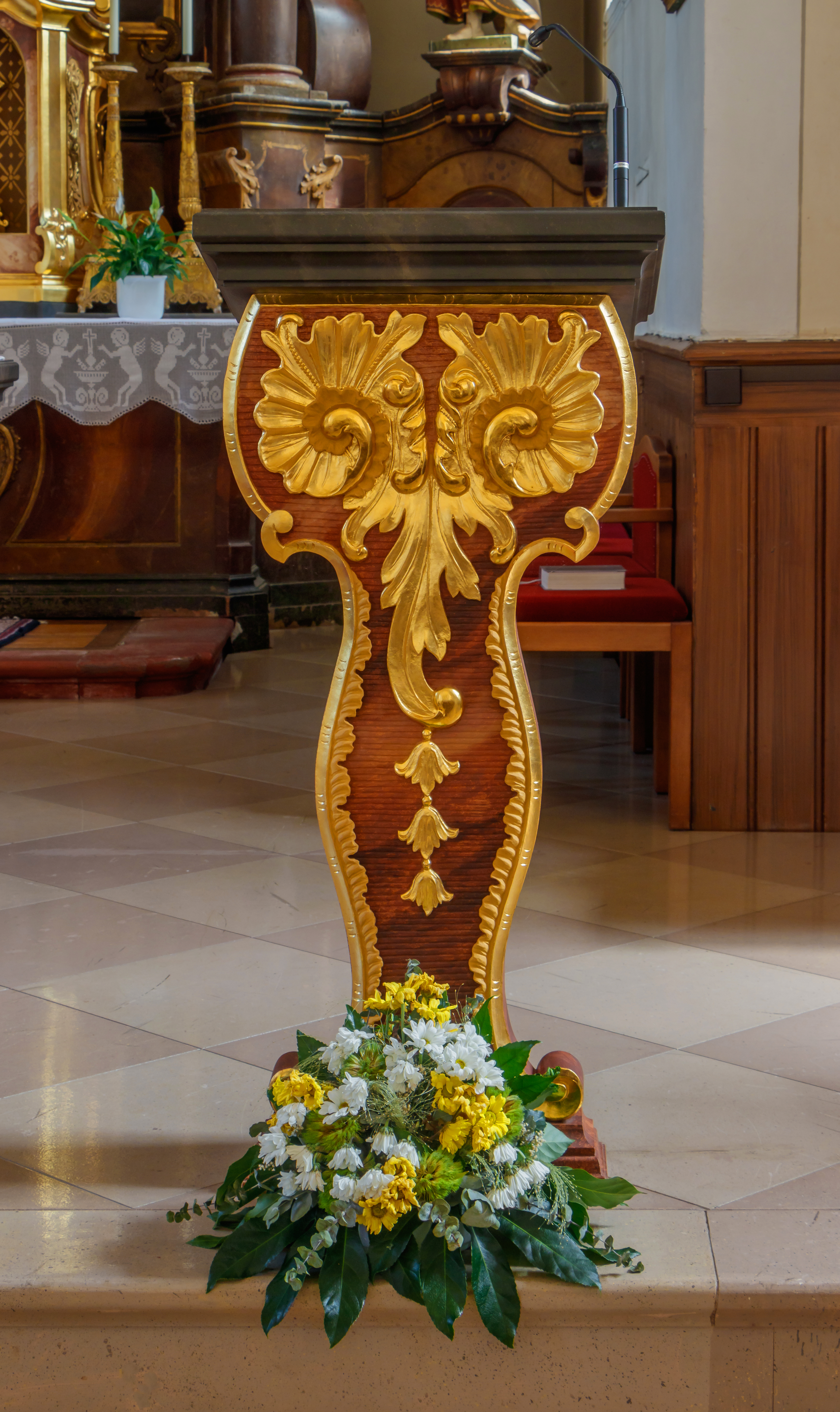
Ambo
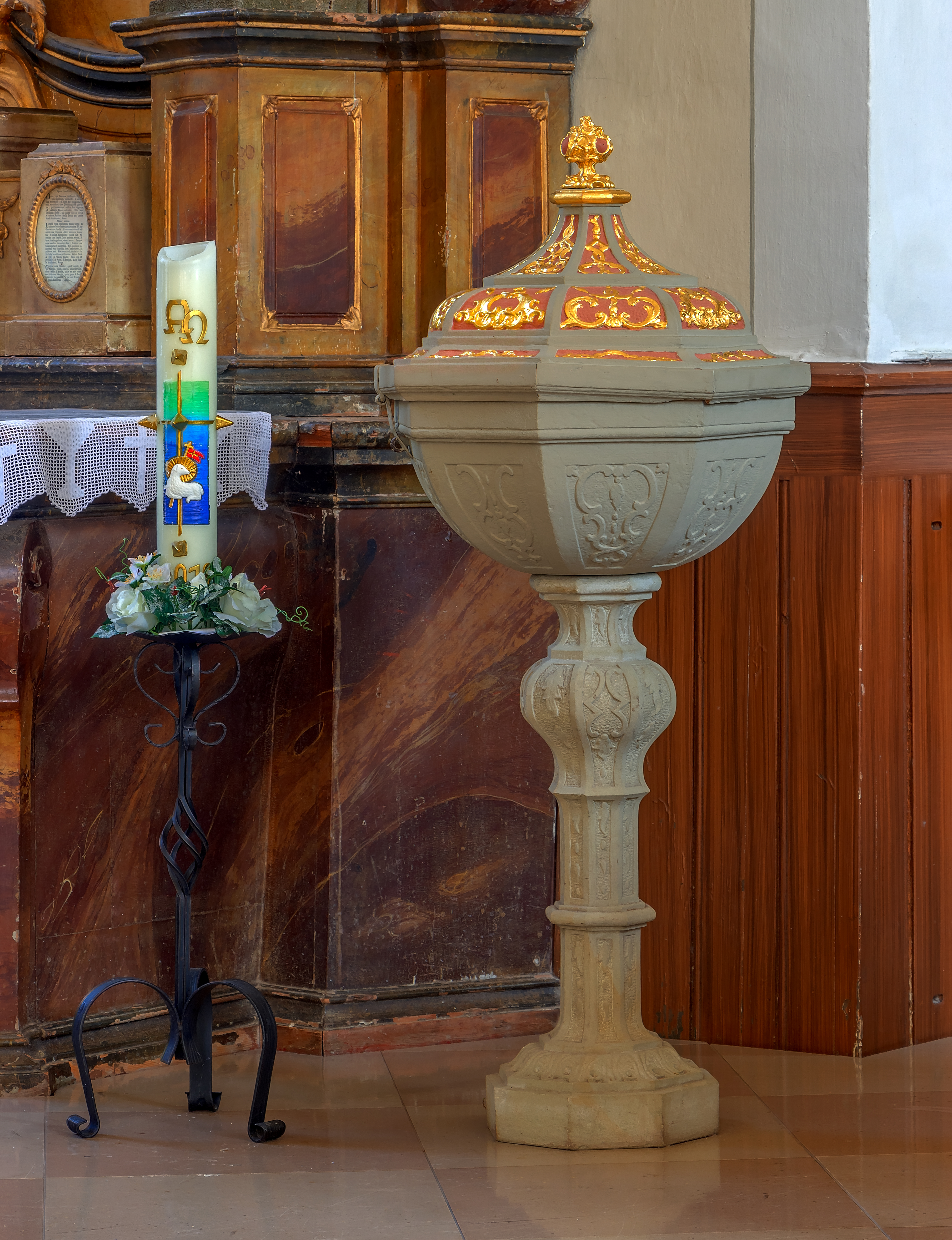
Taufbecken mit Osterkerze

### Activité
- Germania Neudingen e. V. avec une troupe de théâtre en dialecte alémanique
- Musikkapelle Neudingen e. V.

## Économie et infrastructures
La structure rurale des siècles passés qui a déterminé le lieu n'a changé que récemment. À l' époque du national-socialisme , une usine de préfusion pour la mine de minerai de fer de Doggererz AG près de Blumberg devait être construite à l'ouest de la ville. Les travaux de construction commencés fin avril 1940 ont été annulés au bout d'un an car l'usine de préfusion près de Kehl devait être construite après des changements de plan. Le seul bâtiment achevé à Neudingen était un entrepôt.

### Circulation
L'endroit est sur la ligne de la Forêt-Noire .

## Personnalités liées à la localité
- Martin Braun (1808-1892) : facteur d'orgue allemand.